# Министерство трудовых ресурсов Сингапура
Министерство трудовых ресурсов Сингапура руководит разработкой и осуществлением политики в области трудовых ресурсов в Сингапуре, достижением конкурентоспособной (на мировом рынке) рабочей силы и большого числа рабочих мест ради сплоченного общества и обеспечения экономического будущего для всех сингапурцев.

## Организационная структура
- Департамент корпоративных коммуникаций
- Департамент корпоративного планирования
- Департамент реагирования на потребителя
- Международный отдел трудовых ресурсов
- Отдел политики и планирования трудовых ресурсов
- Департамент кадровых исследований и статистики
- Фонд труда Сингапура